# Буддийский социализм
Будди́йский социали́зм — направление общественной мысли, стремящееся придать буддизму социалистическую окраску, или наоборот, придать социализму буддистскую окраску, то есть соединить буддизм и социализм. Сторонники этих взглядов видят общее в буддизме и социализме в том, что тот и другой стремятся к прекращению страдания путём выяснения его истинных причин и практического устранения этих причин. Буддисты способствуют изменению духовного, а социалисты — политического сознания личности с целью преодоления эгоизма и отчуждённости между людьми.
Сторонники этого течения призывают государство помогать обществу в духе идей буддизма. По их мнению человек является существом живущим в обществе, которое должно быть сформировано на развитых взаимоотношениях, сотрудничестве и взаимопомощи в решении проблем повседневной жизни.
Большое распространение получило в Юго-Восточной Азии. Старая религиозная партия Комэйто в Японии имела сходную платформу, но её современная преемница сместилась вправо.
К буддийским социалистам относят Буддхадасу, Бхимрао Амбедкара, Хан Ён-уна, Гиро Сэноо, У Ну и Нородома Сианука, Удакендавала Сарананкару Тхеро.
Бхикшу Буддхадаса ввёл термин «дхармический социализм» и утверждал, что социализм — это естественное состояние всех вещей, при котором они существуют вместе, как единая система:

Взгляните на птиц: они могут съесть лишь столько пищи, сколько помещается в их желудках. Они не могут взять больше этого; у них нет амбаров. Посмотрите на муравьёв и насекомых: это всё, что они могут сделать. Гляньте на деревья: деревья впитывают столько питательных веществ и воды, сколько могут вместить их стволы, и не могут вобрать ничего больше. Поэтому система, в которой люди не могут посягать на права друг друга или присваивать чужое имущество, соответствует природе и возникает естественным образом, и таким же образом устройство человеческого общества становится её продолжением — до тех пор, пока деревьев не окажется слишком много, животных не окажется слишком много и людей вдруг не окажется слишком много в этом мире. Свобода накопления жёстко контролировалась самой природой в форме естественного социализма.
Оригинальный текст (англ.)Look at the birds: we will see that they eat only as much food as their stomachs can hold. They cannot take more than that; they don’t have granaries. Look down at the ants and insects: that is all they can do. Look at the trees: trees imbibe only as much nourishment and water as the trunk can hold, and cannot take in any more than that. Therefore a system in which people cannot encroach on each other’s rights or plunder their possessions is in accordance with nature and occurs naturally, and that is how it has become a society continued to be one, until trees became abundant, animals became abundant, and eventually human beings became abundant in the world. The freedom to hoard was tightly controlled by nature in the form of natural socialism.

Хан Ён-ун полагал, что равенство — это один из главных принципов буддизма. В 1931 году в интервью он говорил о своём желании заняться исследование буддийского социализма: «Недавно я планировал написать о буддийском социализме. Так же, как существует христианский социализм как система идей в христианстве, должен быть и буддийской социализм в буддизме».
Тэнцзин Гьямцхо, четырнадцатый далай-лама, говорил, что «Все современные экономические теории, экономическая система марксизма основаны на нравственных принципах, в то время как капитализм озабочен только прибылью и рентабельностью. … Падение режима в бывшем Советском Союзе для меня означало провал не марксизма, а тоталитаризма. По этой причине я считаю себя наполовину марксистом, наполовину буддистом».

## Известные буддистские социалисты
- Буддхадаса
- Далай-лама XIV
- Бандаранаике, Соломон
- Хан Ён-ун
- У Ну
- Нородом Сианук
- Амбедкар, Бхимрао Рамджи

## Пояснения
1. ↑  англ. I am recently planning to write about Buddhist socialism. Just like there is Christian socialism as a system of ideas in Christianity, there must be also Buddhist socialism in Buddhism.